# Usine chimique et cokerie d'Avdiïvka

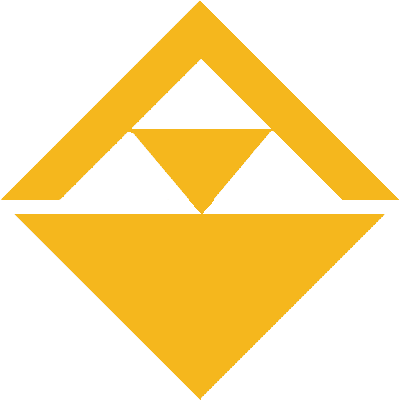
Son logo.

L'usine chimique et cokerie d'Avdiïvka (ukrainien : Авдіївський коксохімічний завод ; russe : Авдеевский коксохимический завод) est un complexe industriel situé dans la ville d'Avdiïvka, dans l'oblast de Donetsk, en Ukraine.

## Description
Elle appartient au groupe Metinvest et est la plus grande cokerie d'Ukraine, et d'Europe. Elle est implantée dans la région charbonnière du Donbass.

## Historique
Elle est créée en 1963. Le 13 mars 2022, elle est la cible de bombardements russes. La zone, fortifiée par l'armée ukrainienne, est qualifiée de « position-clé sur la ligne de défense ukrainienne » lors de la bataille d'Avdiïvka. Les derniers civils travaillant dans l'usine sont évacués en novembre 2023.

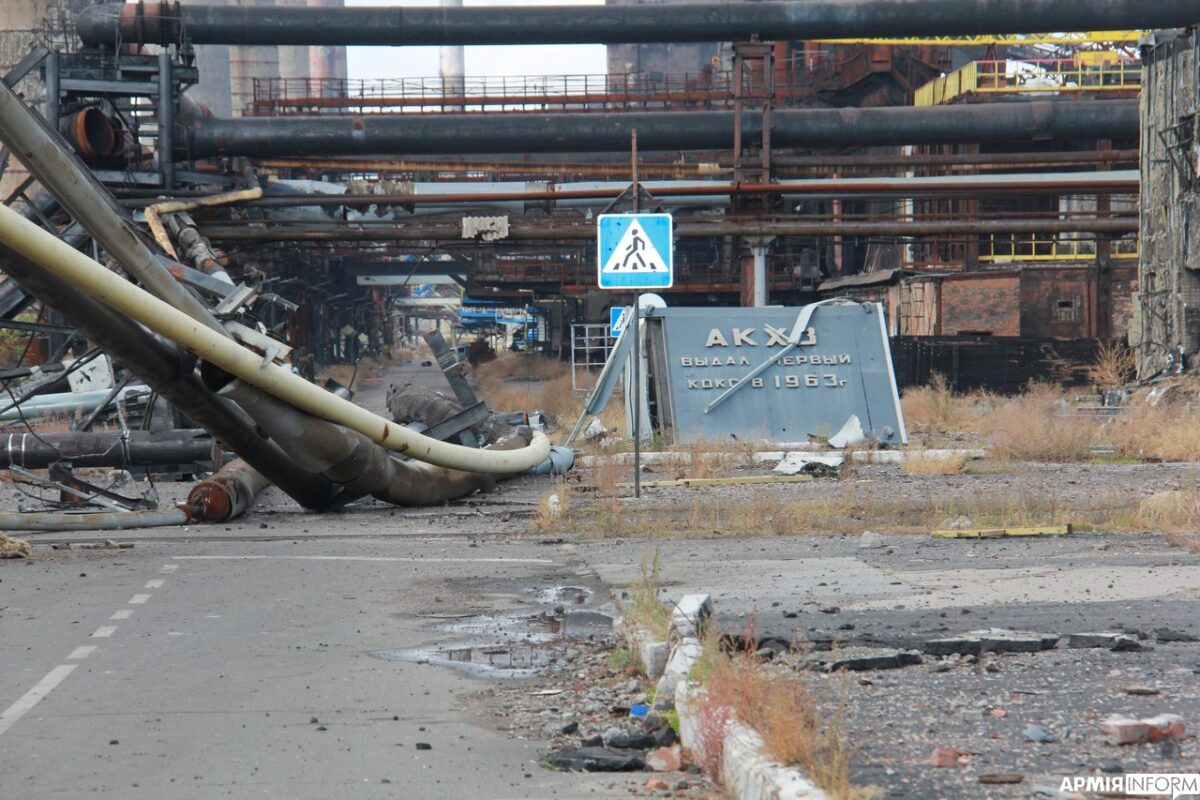
La cokerie en octobre 2023.

## Chimie
Elle produit du sulfate d'ammonium, du gaz de houille, du coke, du naphtalène, de la poix, de l'éther de pétrole et du goudron de houille.

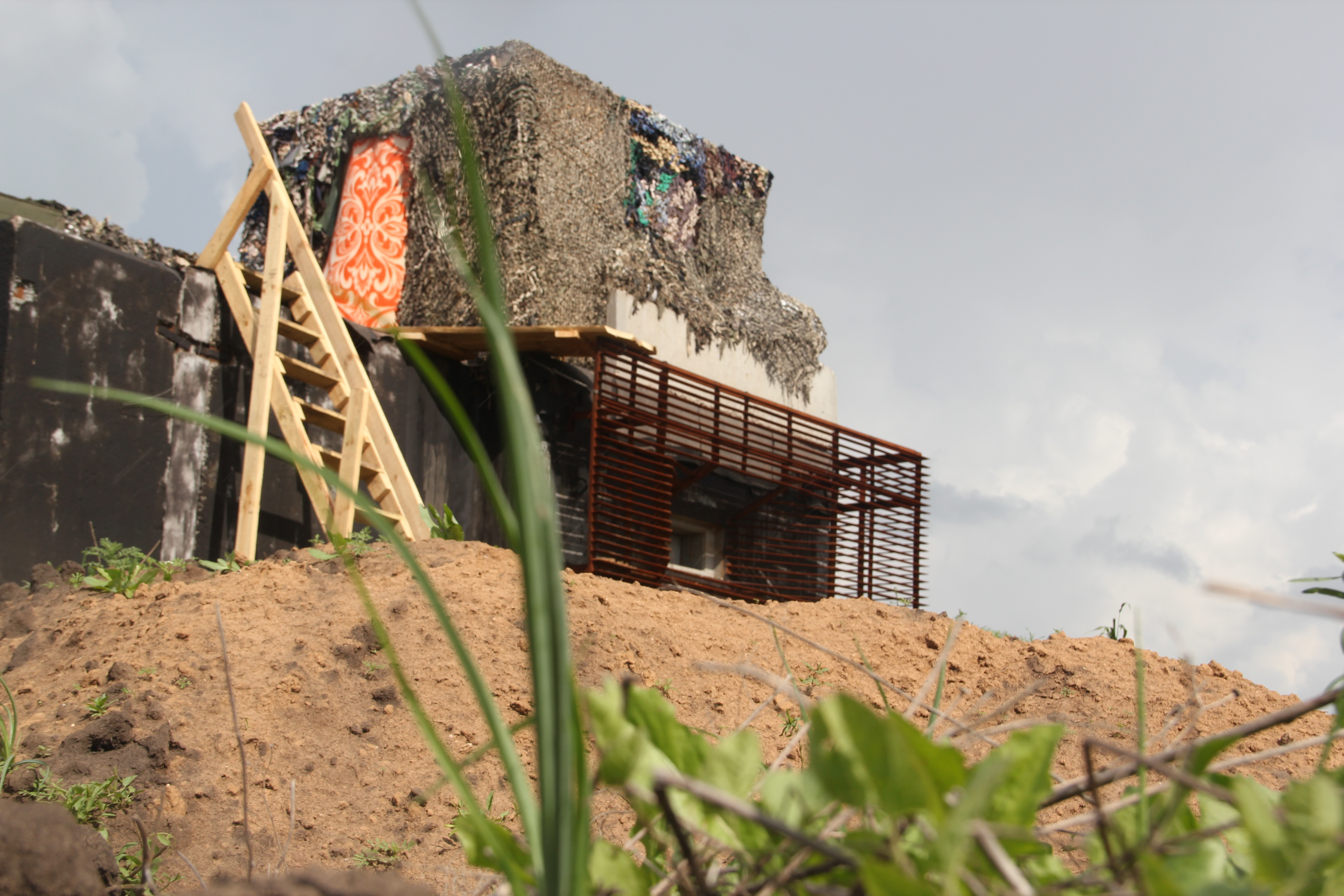
Vue du nord
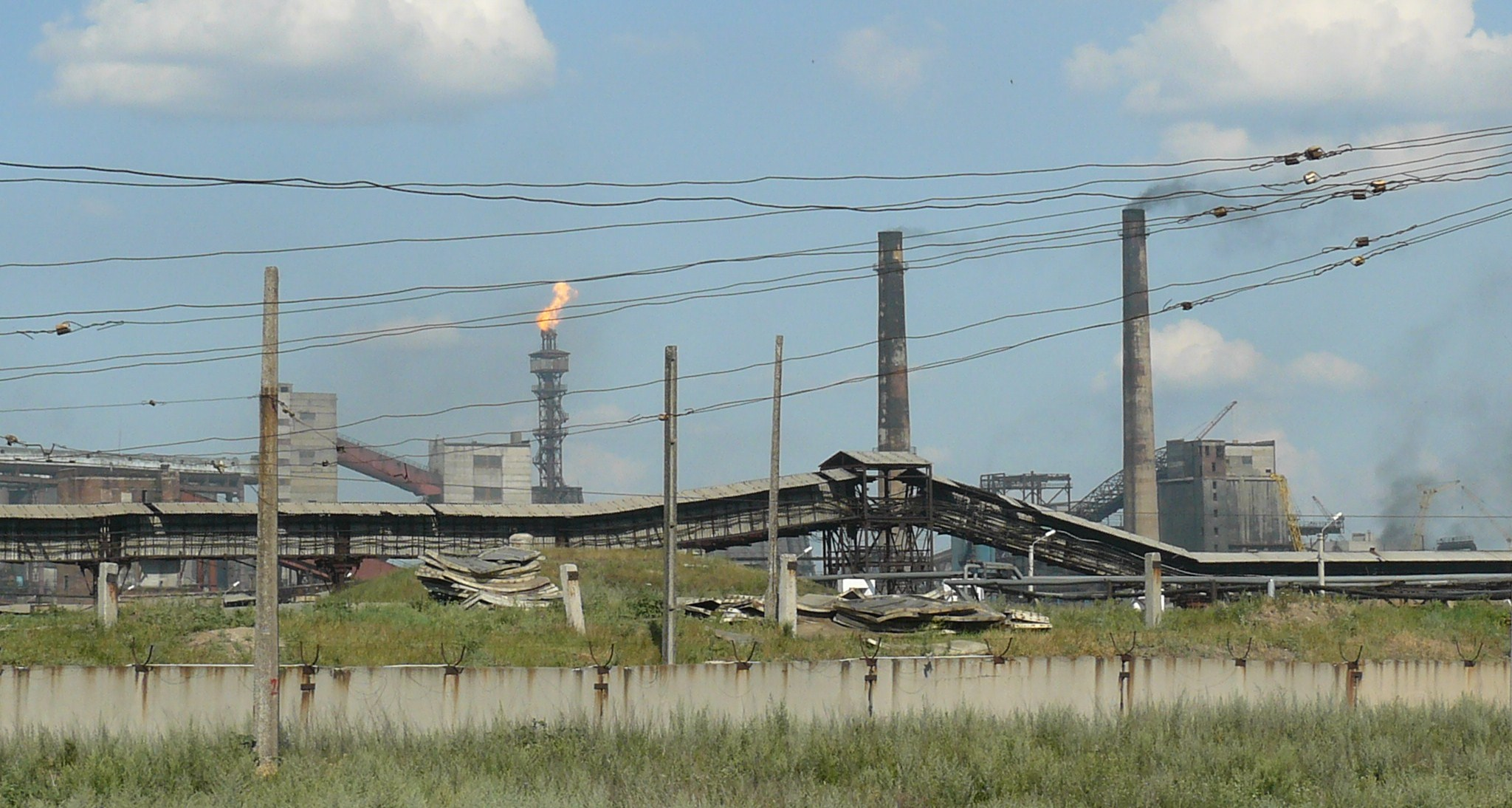
Vue de l'usine.